# Julien De Smedt
Julien De Smedt (* 3. Dezember 1975 in Brüssel) ist ein belgisch-dänischer Architekt. Seit 2006 führt er das Architekturbüro Julien De Smedt Architects (JDS) mit Niederlassungen in Kopenhagen, Brüssel und Oslo. JDS ist ein interdisziplinäres Büro für Architektur, Stadtplanung und Design.

## Biografie
Nach dem Studium der Architektur in Brüssel, Paris, Los Angeles und London, machte De Smedt 2000 sein Diplom an der Bartlett School of Architecture in London. Anschließend arbeitete er in Rotterdam für OMA und Rem Koolhaas, wo er auch Bjarke Ingels kennenlernte.
2001 gründete er mit Ingels das Architekturbüro PLOT in Kopenhagen. Trotz des Erfolgs der Zusammenarbeit mit Bjarke Ingels trennten sich 2006 ihre Wege, und De Smedt gründete JDS, ebenfalls mit Sitz in Kopenhagen. 2007 gewann JDS mit dem Beitrag zur Skisprungschanze Holmenkollen in Oslo den ersten größeren Wettbewerb als eigenständiges Büro.

## Bauten und Projekte (Auswahl)

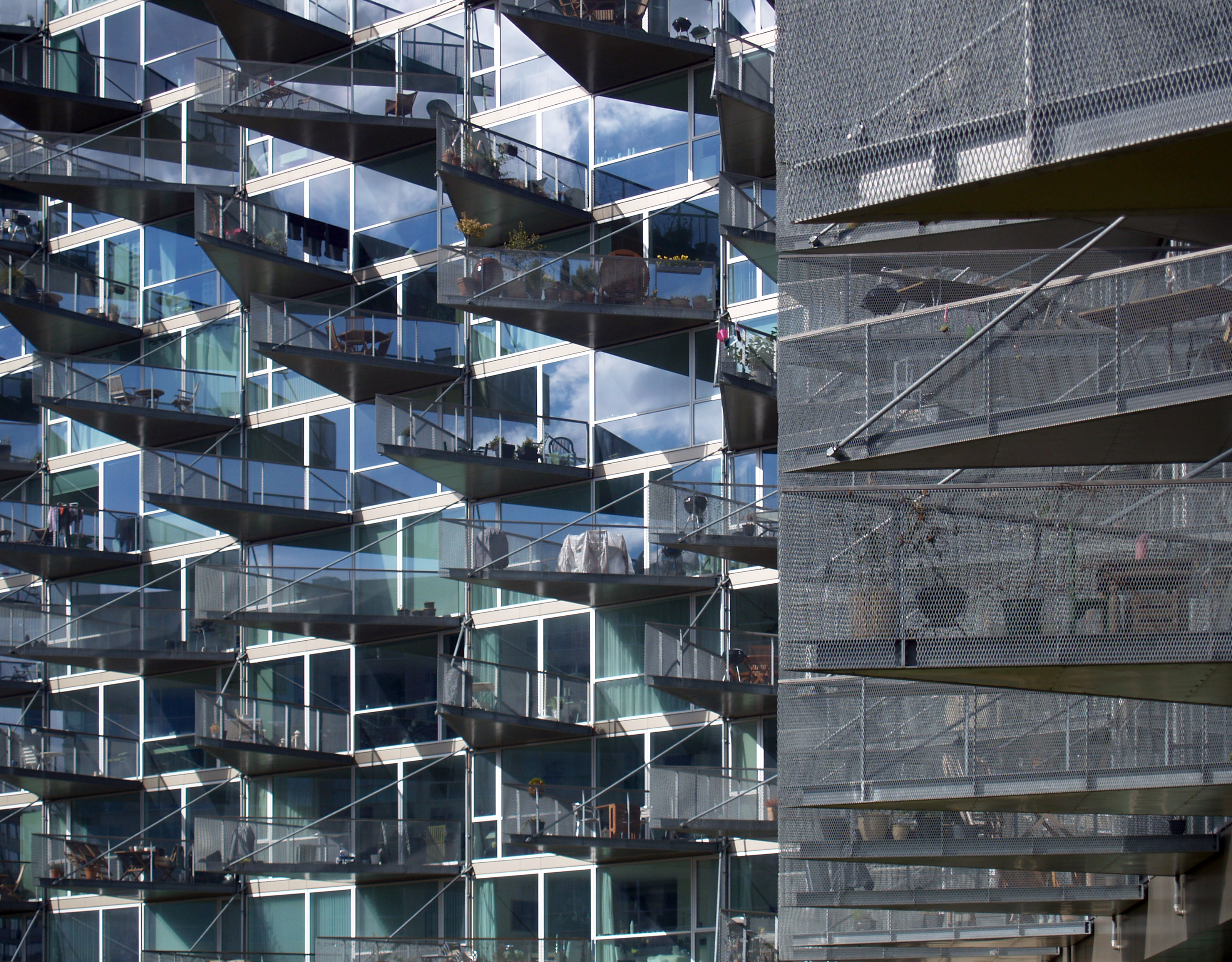
VM Haus in Ørestad, Dänemark

- New Holmenkollen Ski Jump (Wettbewerb 2009, Fertigstellung 2011)
- Mountain Dwellings, Ørestad, Kopenhagen (Fertigstellung 2008)
- VM Houses, Ørestad, Dänemark (Fertigstellung 2005)
- Maritime Youth House, Amager, Dänemark (Fertigstellung 2004)
- Islands Brygge Hafenbad, 2.500 m² (Fertigstellung 2003)

## Auszeichnungen
- 2009 ULI Award for Excellence für (Mountain Dwellings)[2]
- MIPIM Award 2009 für Wohnungsbau (für Mountain Dwellings)[3]
- 2008 World Architecture Festival Award for Best Residential Building (für Mountain Dwellings)
- 2008 Forum AID Award "Best Building in Scandinavia in 2008" (für Mountain Dwellings)
- 2007 Contract World Award for Best Interior (für Sjakket Headquarters)
- 2007 IOC Honorable Mention – Islands Brygge Harbour Bath
- 2007 Mies van der Rohe Award Traveling Exhibition – VM Houses
- 2006 Forum AID Award "Best Building in Scandinavia in 2006" (for VM Houses)
- 2005 Mies van der Rohe Award – Special Mention (für das Maritime Youth House)
- 2005 Eckersberg-Medaille
- 2004 ar+d award for the Maritime Youth House
- Golden Lion 2004, Biennale Venedig (für die Stavanger Concert Hall)
- 2003 Scanorama Design Award
- 2003 Henning Larsen Prize
- 2002 Nykredits Architecture Prize
- 2001 Henning Larsen Prize